# ويلهلم بوش (مؤرخ)
ويلهلم بوش (بالألمانية: Wilhelm Busch)‏ (و. 1861 – 1929 م) هو مؤرخ، وأستاذ جامعي من ألمانيا، ومملكة بروسيا، ولد في بون، توفي في ماربورغ، عن عمر يناهز 68 عاماً.